# Staatsinstitut für Frühpädagogik
Das Staatsinstitut für Frühpädagogik (IFP) ist eine wissenschaftliche Einrichtung des Freistaates Bayern zur Weiterentwicklung der Frühpädagogik mit dem Schwerpunkt der frühkindlichen Bildung. Es wurde im Januar 1972 gegründet und hat seinen Sitz in München. Übergeordnete Behörde ist das Bayerische Staatsministerium für Familie, Arbeit und Soziales.
Neben der frühpädagogischen Forschung und deren Umsetzung in die Praxis berät das IFP die Politik und pflegt den Austausch mit nationalen und internationalen Institutionen und Forschungseinrichtungen.
Der IFP-Infodienst veröffentlicht einmal pro Jahr in der Fachzeitschrift Bildung, Erziehung, Betreuung von Kindern in Bayern über die aktuelle Forschung, Modellversuche und andere relevante Informationen. Darüber hinaus publizieren die Mitarbeiter des IFP in zahlreichen Fachbüchern und Fachzeitschriften.
Das Institut wurde 1972 von Wassilios Fthenakis mitgegründet und ab 1975 bis 2002 von ihm als Direktor geleitet. Das Institut wird seit Januar 2005 von Fabienne Becker-Stoll geleitet.